# Şamil Cinaz
Şamil Cinaz (Norimberga, 8 marzo 1986) è un ex calciatore turco, di ruolo centrocampista.